# Nimelen
Il Nimelen (in russo Нимелен?) è un fiume dell'Estremo Oriente russo, affluente di sinistra dell'Amgun' (bacino inferiore dell'Amur). Scorre nel Rajon imeni Poliny Osipenko del Territorio di Chabarovsk.

## Descrizione
Il fiume ha origine dalla confluenza dei fiumi Mata e Sejamni-Makit che scendono dai monti Jam- Alin'. Il fiume scorre dapprima in una stretta valle in un canale roccioso. La valle poi si espande e nel medio corso si trova in un'ampia pianura alluvionale. La lunghezza del fiume è di 311 km (335 km se calcolata dalla sorgente del Sejamni-Makit), l'area del bacino è di 14 100 km². È il maggior affluente dell'Amgun' sia in termini di bacino che di lunghezza. I suoi principali affluenti sono: Upagda (lungo 92 km) e Kerbi (254 km) da destra; Omal (159 km) da sinistra.

### Fauna
Il Nimelen e i suoi affluenti sono zone di riproduzione del salmone. Il fiume è popolato da Brachymystax lenox, taimen, temolo artico, abramide, carpa, bottatrice e luccio dell'Amur.